# Kraina Łagodności
Kraina Łagodności – tytuł cyklicznego programu telewizyjnego emitowanego w TVP 1 w latach 1995–1996 oraz serii płytowej, od których wzięła się nazwa nurtu muzycznego określającego wykonawców z kręgu piosenki: literackiej, autorskiej, turystycznej, poezji śpiewanej. Nazwa zaczerpnięta z piosenki Wojtka Belona „Pieśń łagodnych”: 

Niech zakwita, niech oczyszcza, niech kształt nada
Temu, co w nas tkwi gdzieś na dnie samym
Niech się wznosi, niech się wznosi
Aż zabłyśnie tęczą
Do krainy łagodności bramą.

## Program telewizyjny
Na antenie TVP1 w latach 1995–1996 emitowana była audycja muzyczna Kraina Łagodności. Zaowocowała ona koncertami na Festiwalu w Opolu, w których wystąpili najbardziej znani artyści tego nurtu muzycznego: Magda Umer, Grzegorz Turnau, Stare Dobre Małżeństwo, Wolna Grupa Bukowina, Pod Budą, Raz, Dwa, Trzy, Tadeusz Woźniak, Jarosław Wasik, Magdalena Turowska, Robert Kasprzycki, Basia Stępniak-Wilk, artyści Piwnicy pod Baranami i wielu, wielu innych.

## Festiwale i Koncerty „W Krainie Łagodności”
Zanim pojawiła się audycja telewizyjna i seria płytowa legniccy i jaworscy harcerze organizowali w latach 1992-95 duże przedsięwzięcie muzyczne pod nazwą Zlot i Festiwal „W Krainie Łagodności”. Przez cztery edycje Liceum Ogólnokształcące w Jaworze gościło młodych ludzi z całej Polski, którzy próbowali swoich sił w festiwalu poezji śpiewanej. Imprezy miały charakter trzydniowych zlotów, podczas których oprócz festiwalu odbywały się całonocne koncerty artystów z nurtu krainy łagodności. W auli jaworskiej szkoły wystąpili między innymi: Wolna Grupa Bukowina, Stare Dobre Małżeństwo, Nasza Basia Kochana, Elżbieta Adamiak, Andrzej Poniedzielski, Leszek Kopeć, Roman Romańczuk, Wolny Wybór, Wariant R, Olek Grotowski i Małgorzata Zwierzchowska.